# Renán Fuentealba Vildósola
Francisco Renán Fuentealba Vildósola (Illapel, 29 de noviembre de 1947) es un abogado y político chileno, exdiputado del Partido Demócrata Cristiano (PDC), entre 1994-1998 y 2006-2010.

## Biografía
Hijo de Doris del Carmen Vildósola Maldonado y Renán Fuentealba Moena, expresidente del PDC, y exdiputado y senador. 
Cursó sus estudios primarios en el Colegio Inglés de La Serena y los secundarios en el Colegio San Ignacio de Santiago. En 1965, ingresó a la Facultad de Derecho de la Pontificia Universidad Católica de Chile, titulándose de abogado en 1970. Más tarde, obtuvo el grado de Magíster en Ciencias Políticas con mención en Derecho Internacional en el Instituto de Ciencias Políticas de la misma casa de estudios.
Se casó con Verónica Baraona y es padre de cuatro hijos.

## Carrera política
En 1993, fue elegido diputado de la República por el Distrito 9, correspondiente a la zona sur de la Región de Coquimbo. Durante, su período legislativo (1994-1998), integró y presidió las comisiones permanentes de Relaciones Exteriores, Asuntos Interparlamentarios e Integración Latinoamericana; y la de Minería y Energía. 
Postuló a la reelección en 1997, pero no consiguió mantener su escaño, por efecto del sistema electoral binominal. Entre otras actividades, fue Subsecretario de Marina entre 1999 y 2000. 
Nuevamente elegido diputado por el mismo distrito en 2005. Fue presidente de la Comisión Permanente de Relaciones Exteriores, Asuntos Interparlamentarios e Integración Latinoamericana; e integró la de Defensa Nacional.
El 13 de diciembre de 2008, fue elegido vicepresidente de Partido Demócrata Cristiano para el período 2008-2010. En 2009 se presentó a la reelección como diputado, sin ser elegido. Entre 2017 y 2018 fue embajador de Chile en la República Checa.

## Historial electoral

### Elecciones parlamentarias de 1993
- Elecciones parlamentarias de 1993 a Diputado por el distrito 9 (Combarbalá, Canela, Illapel, Los Vilos, Punitaqui, Salamanca  y Monte Patria)[3]

### Elecciones parlamentarias de 1997
- Elecciones parlamentarias de 1997 a Diputado por el distrito 9 (Combarbalá, Canela, Illapel, Los Vilos, Punitaqui, Salamanca  y Monte Patria)[4]

### Elecciones parlamentarias de 2005
- Elecciones parlamentarias de 2005 a Diputado por el distrito 9 (Combarbalá, Canela, Illapel, Los Vilos, Punitaqui, Salamanca  y Monte Patria)[5]

### Elecciones parlamentarias de 2009
- Elecciones parlamentarias de 2009 a Diputado por el distrito 9 (Combarbalá, Canela, Illapel, Los Vilos, Punitaqui, Salamanca  y Monte Patria)[6]